# Comuna Jurilovca, Tulcea
Jurilovca este o comună în județul Tulcea, Dobrogea, România, formată din satele Jurilovca (reședința), Sălcioara și Vișina.

## Vestigii arheologice
La 6 km de satul Jurilovca, pe malul înalt și abrupt al lacului, se află ruinele parțial dezvelite și restaurate ale fortăreței greco-romane Argamum (secolele VII î.C. - VI d.C.). Cu numele Orgame, este prima așezare antică din România menționată de un izvor scris al antichității. Se mai văd și azi o poartă a cetății, zidul de bg străzi, basilici paleocreștine, valuri de apărare din pământ ș.a.

## Istorie recentă
Comuna Jurilovca a fost întemeiată de lipoveni în pragul secolului al XIX-lea, prima atestare documentară datând din 1826. Deși la începuturile sale era un mic cătun, așezarea s-a dezvoltat devenind la sfârșitul secolului al XIX-lea un centru important al pescuitului în zona Deltei, în prezent este cea mai mare comunitate de pescari din Deltă, centru de colectare și prelucrare a peștelui, precum și un punct de atracție turistică.
De la Jurilovca se poate ajunge cu vaporașul la Gura Portiței, un sat de vacanță situat pe fâșia îngustă de pământ dintre lacul Golovița și Marea Neagră. Zona reprezintă o parte a rezervației biosferei Delta Dunării.

## Specific local
Specificul comunității este strâns legat de așezarea comunei pe malul complexului lagunar Razim-Sinoe și de tradițiile lipovenilor. Comunitatea celebrează sărbătorile religioase după calendarul Iulian, care este decalat cu 14 zile fata de calendarul Gregorian (de exemplu, Anul Nou se serbează pe 14 ianuarie). Cea mai importantă sărbătoare religioasă lipovenească este Acoperământul Maicii Domnului -"Pokrov" -(14 octombrie), zi în care lipovenii celebrează și Ziua Peștelui, sărbătoare ce durează trei zile. Un alt aspect important care contribuie la unicitatea comunității este portul tradițional lipovenesc, acesta fiind obligatoriu în biserică.
Casele rușilor-lipoveni prezintă de asemenea anumite particularități, culorile fațadei fiind în general alb și albastru, iar acoperișul este făcut din stuf. Baia lipovenească este o instalație traditională - o construcție separată de locuința propriu-zisă; baia tradițională sau înaintea marilor sărbători a fost aproape un ritual

## Demografie
Componența etnică a comunei Jurilovca
     Români (52,9%)
     Ruși lipoveni (39,66%)
     Alte etnii (0,27%)
     Necunoscută (7,17%)
Componența confesională a comunei Jurilovca
     Ortodocși (46,51%)
     Creștini de rit vechi (39,42%)
     Adventiști (5,31%)
     Alte religii (1,38%)
     Necunoscută (7,39%)
Conform recensământului efectuat în 2021, populația comunei Jurilovca se ridică la 3.694 de locuitori, în scădere față de recensământul anterior din 2011, când fuseseră înregistrați 3.935 de locuitori. Majoritatea locuitorilor sunt români (52,9%), cu o minoritate de ruși lipoveni (39,66%), iar pentru 7,17% nu se cunoaște apartenența etnică. Din punct de vedere confesional, cei mai mulți locuitori sunt ortodocși (46,51%), cu minorități de creștini de rit vechi (39,42%) și adventiști (5,31%), iar pentru 7,39% nu se cunoaște apartenența confesională.

## Politică și administrație
Comuna Jurilovca este administrată de un primar și un consiliu local compus din 13 consilieri. Primarul, Eugen Ion[*], de la Partidul Social Democrat, este în funcție din 2012. Începând cu alegerile locale din 2024, consiliul local are următoarea componență pe partide politice:
|  | Partid                          | Consilieri | Componența Consiliului | Componența Consiliului | Componența Consiliului | Componența Consiliului | Componența Consiliului | Componența Consiliului | Componența Consiliului | Componența Consiliului | Componența Consiliului | Componența Consiliului | Componența Consiliului | Componența Consiliului |
|  | ------------------------------- | ---------- | ---------------------- | ---------------------- | ---------------------- | ---------------------- | ---------------------- | ---------------------- | ---------------------- | ---------------------- | ---------------------- | ---------------------- | ---------------------- | ---------------------- |
|  | Partidul Social Democrat        | 12         |                        |                        |                        |                        |                        |                        |                        |                        |                        |                        |                        |                        |
|  | Alianța pentru Unirea Românilor | 1          |                        |                        |                        |                        |                        |                        |                        |                        |                        |                        |                        |                        |

## Personalități născute aici
- Petre Ceapura, canotor;
- Gheorghe Danielov, canotor;
- Vasile Dîba, caiacist.